# Stadio Mimmo Pavone-Alessandro Mariani
Lo stadio Mimmo Pavone-Alessandro Mariani è un impianto calcistico di Pineto, in provincia di Teramo. Ospita le gare interne del Pineto.

## Storia
Lo stadio Pavone-Mariani è stato inaugurato nel 1973. Nel 2023, in seguito alla promozione del Pineto in Serie C, l'impianto è stato ristrutturato e ampliato; durante i lavori di adeguamento, durati sino alla 13ª giornata del campionato di Serie C 2023-2024, la squadra locale ha usato lo stadio Adriatico-Giovanni Cornacchia di Pescara per le proprie gare interne; la gestione dello stadio è affidata dal 2023 all'Accademia Pineto Calcio, società collegata alla squadra locale.

## Descrizione
Principale impianto sportivo del comune, ospita le partite interne del Pineto, militante nella terza serie calcistica italiana.
È situato nel quartiere di Borgo Santa Maria Immacolata, a poca distanza dallo svincolo Atri-Pineto dell'autostrada A14. Lo stadio dispone di una tribuna principale in cemento armato, collocata a est e a sua volta suddivisa in un settore centrale coperto, comprendente la tribuna stampa e la tribuna VIP, e in due settori laterali scoperti, e un settore ospiti collocato a ovest, suddiviso in un parterre e una gradinata in tubi Innocenti. La capienza complessiva dell'impianto è di circa 1 500 spettatori.